# Leila Rupp
Leila Rupp (* 1950) ist eine US-amerikanische Autorin, Frauenrechtlerin, Historikerin und Soziologin.

## Leben
Rupp studierte Geschichte am Bryn Mawr College in Philadelphia, Pennsylvania. An der University of California, Santa Barbara lehrt Rupp Geschichte und Soziologie mit dem Schwerpunkt Frauengeschichte. Von 1996 bis 2005 gab sie das Journal of Women's History heraus. Ihre langjährige Lebensgefährtin ist die US-amerikanische Autorin Verta Taylor.

## Werke (Auswahl)
- Transnational Women’s Movements, Mainz: Institut für Europäische Geschichte, 2011[1]
- Sapphistries: A Global History of Love Between Women (New York: New York University Press, 2009)
- Drag Queens at the 801 Cabaret (Chicago: University of Chicago Press, 2003). xiii, 256 S., ISBN 978-0-226-73158-2 (gemeinsam mit Verta Taylor)
- A Desired Past: A Short History of Same-Sex Love in America (Chicago: University of Chicago Press, 1999)
- Vytou_ená minulost, (Prag: One Woman Press, 2001)
- Worlds of Women: The Making of an International Women's Movement (Princeton: Princeton University Press, 1997)
- Survival in the Doldrums: The American Women's Rights Movement, 1945 to the 1960s (New York: Oxford University Press, 1987; Columbus: Ohio State University Press, 1990), (gemeinsam mit Verta Taylor)
- Mobilizing Women for War: German and American Propaganda, 1939–1945 (Princeton: Princeton University Press, 1978)